# Zbigniew Osenkowski
Zbigniew Józef Osenkowski (ur. 29 września 1943 w Zagórzu) – polski inżynier mechanik, projektant pojazdów mechanicznych, grafik, publicysta, działacz kultury, podharcmistrz. Rysownik, grafik, twórca i kolekcjoner ekslibrisów.

## Studia, działalność zawodowa i inna
Syn Kazimierza i Marii z domu Gołda. W 1963 ukończył Technikum Mechaniczne w Sanoku uzyskując tytuł technika mechanika o specjalności obróbka skrawaniem (w jego klasie był m.in. Leonard Kabala). Ukończył Politechnikę Krakowską uzyskując tytuł mgr inż. mechanika o specjalności budowa samochodów i ciągników. W 1974 r. ukończył Studium Wzornictwa Przemysłowego zorganizowane przez Instytut Wzornictwa oraz Akademię Sztuk Pięknych w Warszawie dla konstruktorów i projektantów przemysłu motoryzacyjnego.
Ponad 40 lat pracował m.in. jako specjalista konstruktor, stylista w biurze konstrukcyjnym oraz na wielu stanowiskach kierowniczych w fabryce autobusów Autosan w Sanoku. Od 1974 odpowiadał za opracowanie graficzne pisma „Gazeta Sanocka – Autosan”. Później przeszedł na emeryturę.
Zaangażował się w harcerstwo, uzyskał stopień podharcmistrza, został instruktorem Hufca Ziemi Sanockiej im. ks. hm. Zdzisława Peszkowskiego w Sanoku, członkiem Komisji Historycznej tegoż. 15 maja 2017 został mianowany sekretarzem kapituły Odznaki Honorowej „Zasłużony dla Hufca ZHP Ziemi Sanockiej”.
Bez powodzenia ubiegał się o mandat radnego Rady Miasta Sanoka w wyborach samorządowych 2010 startując z listy KW Stowarzyszenie „Zjednoczenie Samorządowcy Ziemi Sanockiej”.

## Twórczość artystyczna

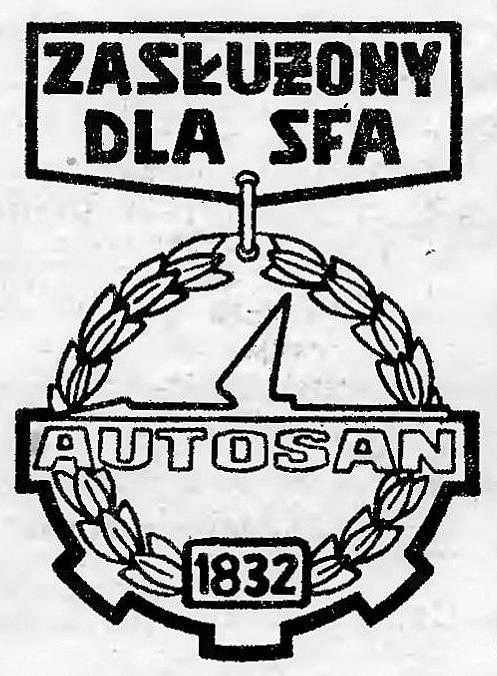
Odznaka „Zasłużony dla Sanockiej Fabryki Autobusów” autorstwa Zbigniewa Osenkowskiego

Od dawna uprawia rysunek i grafikę a twórczością ekslibrisową zajął się od 1980 r. W swoim dorobku ma ponad 700 prac wykonanych różnymi technikami: głównie linoryt, ale i drzeworyt, akwaforta, miedzioryt czy typografia. Tematyka rysunku na ekslibrisach to bardzo często architektura drewniana. Ale także konie, kobieta, Sanok, Szwejk, góry, numizmatyka i sztuka.
Ekslibrisy wykonuje nie tylko dla przyjaciół, także dla podróżników, ludzi kultury i sztuki, lekarzy, farmaceutów, harcerzy, automobilistów i innych. Wykonał też ekslibrisy dla polskich noblistów Wisławy Szymborskiej i Czesława Miłosza. Kilkanaście ekslibrisów dedykował papieżowi Janowi Pawłowi II.
Uczestniczył w ponad 150 wystawach zbiorowych, w wielu krajach świata m.in.: w Argentynie, Chinach, Kazachstanie, Meksyku oraz większości krajów europejskich, zdobywając medale i wyróżnienia. Miał 10 wystaw indywidualnych m.in. w Warszawie, Krakowie, Łodzi. W wydanych do nich katalogach, oprócz biogramu autora zamieszczane są liczne reprodukcje prac. Miarą międzynarodowego sukcesu twórcy jest zamieszczenie jego biogramu, wykazu opus i reprodukcji 30 ekslibrisów w encyklopedii wydanej w 2004 r. w Portugalii „Contemporary International Exlibris Artists”.
Prace wystawiane były w wielu miastach kraju i za granicami.
Ekslibrisy Zbigniewa Osenkowskiego znaleźć można w kilkunastu znaczących kolekcjach publicznych i prywatnych, w kraju i za granicą.
Ekslibrisy jego autorstwa spotkamy również w zbiorach specjalnych ważnych polskich bibliotek: Biblioteka Narodowa w Warszawie, Biblioteka Jagiellońska w Krakowie, Biblioteka Raczyńskich w Poznaniu, Centralna Biblioteka Wojskowa w Warszawie, a także mają je biblioteki w kilkunastu miastach kraju.
Dokładny wykaz tych instytucji kultury oraz bibliotek znajdziemy w literaturze m.in. Mirosław Zbigniew Wojalski „Zbigniew Osenkowski. Ekslibrisy” Łódź 2008 ISBN 978-83-88638-40-4, s. 7, 8. W tym katalogu jednej z ostatnich wystaw, w Widzewskiej Galerii Ekslibrisu w Łodzi znajdujemy zarówno biogram twórcy, charakterystykę jego twórczości, jak i spis oraz reprodukcje wielu ekslibrisów.
Został organizatorem i kuratorem Galerii Ekslibrisu przy Miejskiej Bibliotece Publicznej w Sanoku (jest to najmłodsza, czwarta w kraju stała wystawa ekslibrisów), komisarzem wielu konkursów, wystaw indywidualnych twórców i wystaw tematycznych.
Z okazji 70 urodzin artysty 27 września 2013 w Miejskiej Bibliotece Publicznej im. Grzegorza z Sanoka w Sanoku otwarto wernisaż wystawy pt. „Zbigniew
Osenkowski – twórczość”.

## Ważniejsze publikacje książkowe i graficzne
- Autosan. Praca zbiorowa pod redakcją Adama Orłowskiego (1982, Ludowa Spółdzielnia Wydawnicza) – wykonanie linorytów[9]
- Sanok w grafice, teka 10 grafik, Sanok 1986 r.
- Bardejóv w grafice, teka 8 grafik słowackiego miasta, Sanok 1986 r.
- Generał Prugar – Ketling, teka 6 grafik, Sanok 1988 r.,
- Motywy strażackie w ekslibrisie, Katalog wystawy pokonkursowej, Podkarpackie Muzeum Pożarnictwa, Stara Wieś-Brzozów 2001 r.,
- Zagórz w grafice, teka 8 grafik, Zagórz 2002 r.,
- Ruiny klasztoru karmelitów bosych w Zagórzu, teka 7 grafik, Zagórz 2005 r.
- Bieszczadzkie cerkiewki w ekslibrisach dla warszawskich przyjaciół, teka 6 ekslibrisów, Sanok 1998
- Warszawskie pomniki na ekslibrisach bibliotekarek, Teka 9 ekslibrisów, Sanok 1999 r.
- II Międzynarodowy Konkurs graficzny „Motywy strażackie w ekslibrisie”, Katalog wystawy pokonkursowej, Podkarpackie Muzeum Pożarnictwa, Brzozów 2002,
- Kopalnia soli w Wieliczce, Teka 9 ekslibrisów, Sanok 2000 r.,
- Zamki i zameczki, teka 10 ekslibrisów cz. 1, Sanok 2001 r.,
- Zamki i zameczki, teka 10 ekslibrisów cz. 2, Sanok 2002 r.,
- Kobieta w ekslibrisie, MBP w Sanoku, Sanok 2003, ISBN 83-909787-9-2.
- Krzysztof Kmieć – ekslibrisy, MBP w Sanoku, Sanok 2003,
- Ekslibrisy dla Jana Pawła II, MBP w Sanoku, Sanok 2003, ISBN 83-919470-1-7.
- Motywy naftowe w ekslibrisach, Zeszyty Archiwum Ziemi Sanockiej „Nafta” nr 4, Sanok 2004
- Grafika, ekslibris – Czesław K. Woś, MBP w Sanoku, Sanok 2004, ISBN 83-919470-6-8.
- Miedzioryty – Wojciech Łuczak, MBP w Sanoku, Sanok 2004, ISBN 83-919470-2-5.
- Koń w ekslibrisie, współautor, MBP w Sanoku, Sanok 2004, ISBN 83-919470-3-3.
- 20 koni, teka 20 ekslibrisów, Sanok 2004 r.,
- Ekslibrisy historyczne, współautor, MBP w Sanoku, Sanok 2005, ISBN 83-922799-1-3.
- Zagórz nad Osławą, Z dziejów miasta i gminy, Sanok 2006, ISBN 83-922799-6-4.
- Złoty Jubileusz Kościoła pw. NMPKP w Zahutyniu, Zahutyń 2006
- Malarstwo, grafika, ekslibris – Małgorzata Seweryn, MBP w Sanoku 2006, ISBN 83-922799-1-3.
- Nie tylko zielnik – Bohdan Rutkowiak, MBP w Sanoku, 2006, ISBN 83-922799-4-8.
- Grafika i ekslibrisy – Zbigniew Jóźwik, współautor, MBP w Sanoku, 2006, ISBN 83-922799-7-2.
- 95 lat harcerstwa sanockiego, 1911-2006, współautor, album, KH ZHP Sanok 2006

## Hobby
Fotografia, grafika użytkowa, malarstwo i inne. Także podróże – zwiedził Austrię, Białoruś, Bułgarię, Chiny, Czechy, Francję, Irlandię, Litwę, Niemcy, Rosję, Rumunię, Słowację, Ukrainę, Włochy. Z podróży krajowych i zagranicznych przywiózł tysiące zdjęć.
Jednak ze szczególną pasją poświęca się ekslibrisowi i jego upowszechnianiu. Ekslibris zdominował jego działalność artystyczną, ale nie ograniczył innych form działania. Zajmuje się ilustrowaniem książek oraz projektowaniem znaczków i kart pocztowych, sztandarów, medali, odznak, tablic pamiątkowych. Na przełomie 1985/1986 opracował nowy projekt odznaki „Zasłużony dla SFA”.
Oprócz twórczości graficznej zajmuje się działalnością publicystyczną. Jest autorem monografii rodzinnej miejscowości „Zagórz nad Osławą”, broszur i wydawnictw jubileuszowych oraz artykułów w prasie regionalnej i specjalistycznej, współautor „Roczników Sanockich”.

## Odznaczenia, odznaki, nagrody
- 1982 – Odznaka „Zasłużony Pracownik Sanockiej Fabryki Autobusów”[11]
- 1984 – „Jubileuszowy Adres” (1984)[12]
- 1985 – Brązowy Krzyż Zasługi[13]
- 1985 – Odznaka „Zasłużony Działacz Kultury”
- 1986 – Krzyż „Za Zasługi dla ZHP”[14]
- 1988 – Odznaka „Zasłużony dla Sanoka”
- 1988 – Srebrna Odznaka „Za opiekę nad zabytkami”
- 1989 – Odznaka honorowa „Za zasługi dla województwa krośnieńskiego” II stopnia[15]
- 1990 – Srebrna Odznaka Honorowa Ligi Ochrony Przyrody
- 1992 – Złoty Krzyż „Za Zasługi dla ZHP”
- 1995 – Nagroda Miasta Sanoka w dziedzinie kultury i sztuki za liczne prace plastyczne i publikacje związane z Sanokiem[16][17][18][19]
- 1996 – Złota Odznaka 85-lecia Harcerstwa w Sanoku[20]
- 1998 – Nagroda wojewody krośnieńskiego w dziedzinie kultury[21]
- 1998 – Odznaka „Zasłużony dla Sanoka” (po raz drugi)
- 1999 – Srebrna odznaka Naczelnej Organizacji Technicznej[22]
- 2001 – Złoty Medal Za Zasługi dla Pożarnictwa[23]
- 2012 – Złoty Krzyż Zasługi (30 marca 2012, na wniosek Wojewody Podkarpackiego „za zasługi w działalności na rzecz upowszechniania i propagowania kultury polskiej”)[24]
- 2017 – Nagroda Miasta Sanoka w dziedzinie kultura i sztuka w kategorii Twórczość artystyczna w zakresie sztuki wizualne: za całokształt twórczości[25][26]

## Nagrody i wyróżnienia za twórczość ekslibrisową
- 1994 – wyróżnienie w konkursie na ekslibris o motywach powstania warszawskiego
- 1999 – wyróżnienie na „Międzynarodowym konkursie ekslibrisu i grafiki – Aktobe (Kazachstan),
- 2000 – Dyplom honorowy międzynarodowego konkursu „El Arbol” Guadalupe, Meksyk
- 2000 – wyróżnienie na IV Krakowskim Biennale Ekslibrisu Polskiego,
- 2001 – wyróżnienie na Międzynarodowej wystawie ekslibrisu i grafiki „Kultura i religia w tradycji Kazachstanu” – Aktobe (Kazachstan),
- 2002 – wyróżnienie na wystawie ekslibrisów sakralnych „U progu trzeciego millenium”, Galeria Ekslibrisu w Krakowie,
- 2003 – wyróżnienie na międzynarodowym konkursie na ekslibris z okazji 55-lecia powstania Miejskiej Biblioteki Publicznej w Krasnymstawie,
- 2004 – III nagroda w konkursie zorganizowanym przez Muzeum Narodowe we Wrocławiu z okazji „210 lat Insurekcji Kościuszkowskiej, 110 lat Panoramy Racławickiej”,
- 2004 – wyróżnienie w konkursie na ekslibris morski w Krakowie.

## Charakterystyka twórczości
Na jednej z wystaw przed laty w Bibliotece w Sanoku Zbigniew Osenkowski prezentował swoje grafiki i ekslibrisy głównie z widokami i architekturą Bieszczadów. W katalogu tamtej wystawy dyrektor Muzeum Historycznego Wiesław Banach (historyk sztuki) tak pisał: Zbigniew Osenkowski jest od dawna znany sanockiemu widzowi jako grafik pokazujący swoje dzieła na licznych wystawach. Był także kilkakrotnym gościem sal Muzeum Historycznego, które w zbiorach posiada jego prace. Obecna wystawa w Miejskiej Bibliotece Publicznej w Sanoku staje się bodajże pełnym przeglądem chyba najważniejszej gałęzi jego twórczości – ekslibrisu właśnie.
Sposób kreowania znaku graficznego przez artystę jest różnorodny, podobnie jak różnorodne stosuje techniki graficzne. Od formy pełnoplastycznej i wielobarwnej po oszczędne ukazanie czarnej plamy na białym tle w syntetycznym znaku. Artysta niewątpliwie posiada zacięcie precyzyjnego ilustratora, który rzeczywistość odzwierciedla z całą starannością rzetelnej obserwacji. Uzyskuje w ten sposób ciekawe wyniki, choć czasami powaga tematu wymusza na nim ustępstwa wobec wartości czysto plastycznych.
Tam gdzie istnieje świadomość celu – iż dzieło ma być właśnie plastycznym znakiem, nie zilustrowanym wycinkiem rzeczywistości – tam właśnie grafik osiąga najlepsze rezultaty. Tych subtelnych, „świadomych” plastycznie ekslibrisów znajdziemy na wystawie wiele i one właśnie najlepiej świadczą o randze autora.
W katalogu jednej z dwóch wystaw w Warszawskiej Galerii Ekslibrisu Janina Saffarini napisała: Wystawa ekslibrisów Zbigniewa Osenkowskiego to prezentacja grafik na wysokim poziomie artystycznym, ale również o wielkich walorach użytkowych. Autor tworząc znak dla konkretnej osoby stara się poznać jej zainteresowania oraz psychikę. Tak stworzony księgoznak odzwierciedla cechy charakterystyczne jego właściciela lub instytucji. Prace jego zdobią wiele zbiorów prywatnych, bibliotecznych i muzealnych. I oto właśnie chodzi w twórczości ekslibrisowej.
Od tamtego czasu Zbigniew Osenkowski wykonał wiele linorytów w dużym formacie przedstawiających zabytki sakralne oraz ekslibrisy pokazujące też w całej okazałości interesujące obiekty zabytkowe Bieszczadów, ale także ich detale.
W katalogu wystawy w Galerii Ekslibrisu w Krakowie autorstwa Andrzeja Znamirowskiego czytamy: Przedstawione na tych znakach obiekty prezentują albo istniejące, najczęściej zabytkowe budowle, albo odzwierciedlają eksponaty Skansenu Budownictwa Ludowego w Sanoku, albo stanowią efekt twórczej wyobraźni autora.
Wydaje się, że tematyka zabytkowej, drewnianej architektury sakralnej jest szczególnie bliska autorowi. Urodzony z Zagórzu, mieszka i działa w Sanoku. Całe życie więc obcuje z pięknem Bieszczadów i ziem południowo-wschodniej Polski. Pamięta na pewno bogactwo kościółków i cerkiewek, w które obfitowały te ziemie, był świadkiem ich powolnej zagłady i znikania z pejzażu, widzi pustkę jaka po tych zabytkach pozostała. Uwzględnianie ich w rysunkach ekslibrisów to nie tylko powrót pamięcią w czasy dzieciństwa, to nie tylko przywoływanie obrazów głęboko tkwiących w świadomości, ale głównie ukazywanie piękna naszych korzeni i tożsamości tym, którzy ich nie znają, to kształtowanie szacunku do dawnych wartości, to wreszcie przywoływanie ducha i atmosfery miejsc, z których coraz natarczywiej wypierane są przez współczesną cywilizację.
To przypominanie o potrzebie ocalania i pielęgnowania tego wszystkiego co w kulturze i historii narodu najcenniejszego. To apel, który musi wydać owoce, a „ogrodnikami” je pielęgnującymi winni być wszyscy ci, którzy zobowiązani są ochraniać, ocalać i przekazywać narodowe dziedzictwo pokoleniom następnym. Czyli my wszyscy.
W katalogu kolejnej wystawy w Muzeum Regionalnym w Brzozowie obecny dyrektor tej placówki dr Mariusz Kaznowski napisał: Zawsze aktywny, pracowity, pełen fantazji i romantyzmu, znajduje czas na uprawnianie konsekwentnie we własnym stylu techniki drzeworytu i linorytu. Jeździ zawsze z aparatem fotograficznym i szkicownikiem, zapełniając go różnymi szczegółami obrazującymi bogactwo artystyczne zabytków architektonicznych, urok sztuki ludowej. W swej grafice małych form transponuje następnie te zebrane motywy, wprowadza je także do ekslibrisu. Twórczość jego cechuje świeżość inwencji, zwięzła forma swobodnie a niekiedy i żartobliwie wyrażona.
W grafikach i rysunkach przewija się poza malarska rzeczywistość. Czerń i biel w prezentowanych ekslibrisach dają silny intensywny kontrast, kreska silna natomiast zostaje zrównoważona przez większe zagęszczenie kresek słabych. Ta harmonia kresek tworzy wyrazisty efekt zamierzonego celu. Każda struktura jest skutkiem działania określonych nacisków słabszych i silniejszych rylca czy noża. To określone działanie narzędzia daje możliwość wyodrębnienia tych cech przekazu graficznego, które twórca z pewnością zamierzał. Przefiltrowane rygorem geometrii obiekty architektoniczne tworzą swoistą aurę tych prac.
Rysunki i linoryty traktuje twórca jako możliwy, ale nie jedyny środek przekazu treści. Precyzja i dokładność kreski daje jakby fotograficzny zapis.
Rozmiłowany w tradycjach naszej kultury i sztuki, zwłaszcza w zabytkach architektonicznych, opiera się w swym zdobnictwie księgozbiorów przede wszystkim na motywach zabytkowych, nadając im wyraźnie indywidualny charakter.
W pierwszym okresie twórca posługiwał się technikami chemigraficznymi, później drzeworytem, obecnie stosuje głównie technikę linorytniczą.
Reasumując, stwierdzić należy niebywałe zacięcie realistyczne podjętego tematu, a tym samym zarejestrowanie dokumentów naszych czasów. Ekslibrisy wykonane przez twórcę, wielce użyteczne przedmioty dla zbiorów książek cechują się dokładnością cięcia, trafnym wyborem tematu. Najlepszym miernikiem wartości prac niech świadczą wyróżnienia i nagrody.
W artykule w jednej z regionalnych gazet „Wiadomości Brzozowskie” (nr 4 (65) – 1997) pod tytułem „Współczesny człowiek renesansu z Sanoka” omawiającym twórczość Zbigniewa Osenkowskiego czytamy: Niesprzyjający swobodnej twórczości okres stanu wojennego spowodował potrzebę wyzwolenia energii Pana Zbigniewa Osenkowskiego poza nurtami zinstytucjonalizowanymi w sztukach plastycznych. Próbował wprawdzie swoich sił w malarstwie sztalugowym, jednakże zawsze bliższy był Mu rysunek oraz dziedziny pokrewne. Grafiki Artysty znajdują się w kilku samodzielnych tekach, zdobią okładki i wnętrza kilkunastu publikacji zwartych. Znaczące miejsce w dorobku utalentowanego sanoczanina zajmuje blisko trzydzieści wzorów kart i kopert korespondencyjnych, a także kompozycje kilkunastu odznak i medali.
Największe bogactwo formy prezentuje oczywiście pokaźny zbiór ekslibrisów wykonanych głównie techniką linorytniczą. Zdradzają one niezwykłe i pełne subtelności wyczucie kunsztu, a także swobodę kompozycji Wybrańca Muz. Świadomie podejmuje się On trudnej – bo wymagającej rygorystycznej wprost precyzji – formy, jaką jest miniatura. Bardzo lubi mierzyć się niełatwymi wyzwaniami plastycznymi, ponieważ tym samym każde udane dziełko sprawia sporo satysfakcji Jego skromnej naturze.